# Prinzregentenstraße
Die Prinzregentenstraße ist neben der Brienner Straße, der Ludwigstraße und der Maximilianstraße eine der vier städtebaulich bedeutendsten Prachtstraßen Münchens. Die nach Prinzregent Luitpold von Bayern benannte Straße steht als Ensemble unter Denkmalschutz.

## Beschreibung

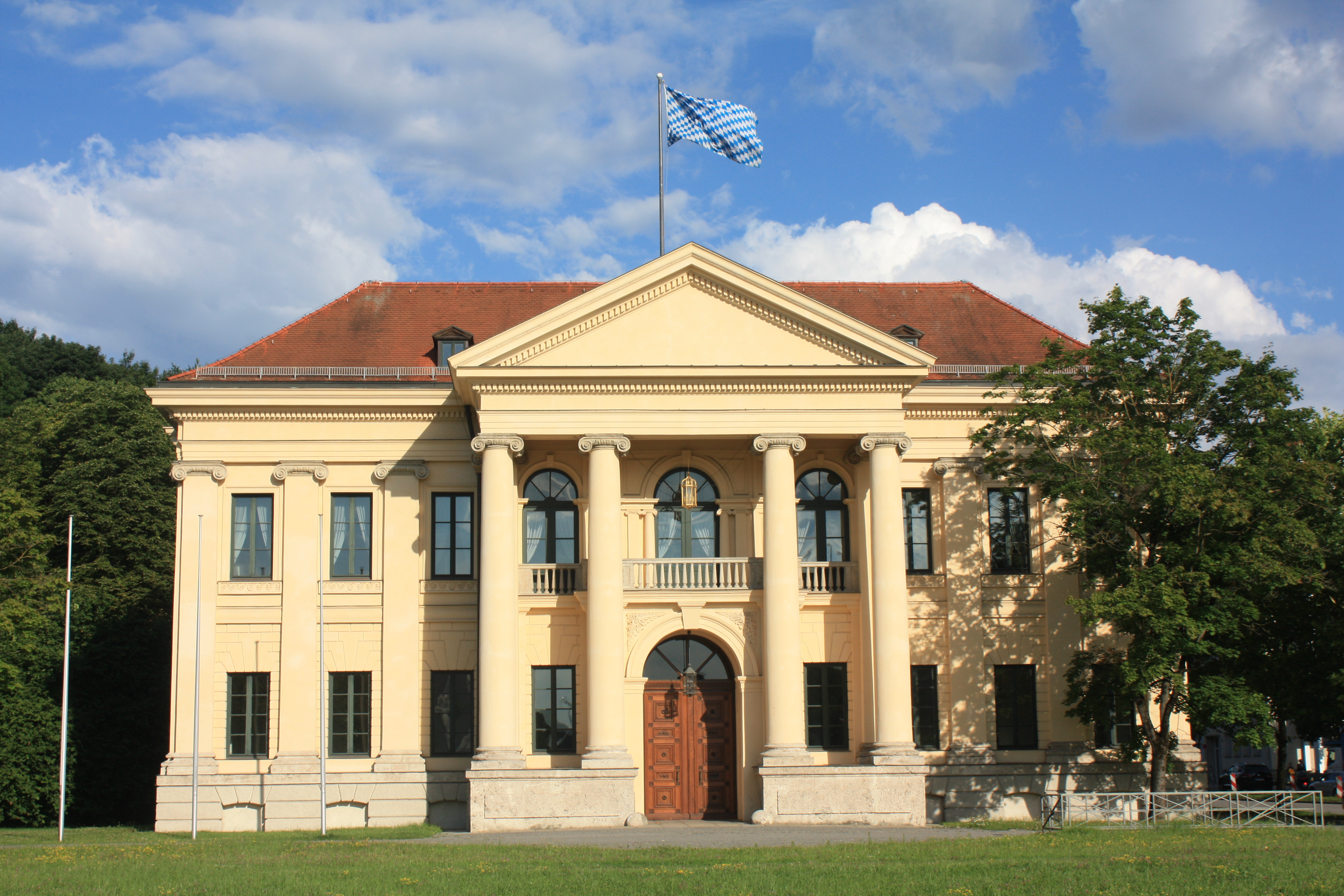
Prinz-Carl-Palais, Sitz des bayerischen Ministerpräsidenten

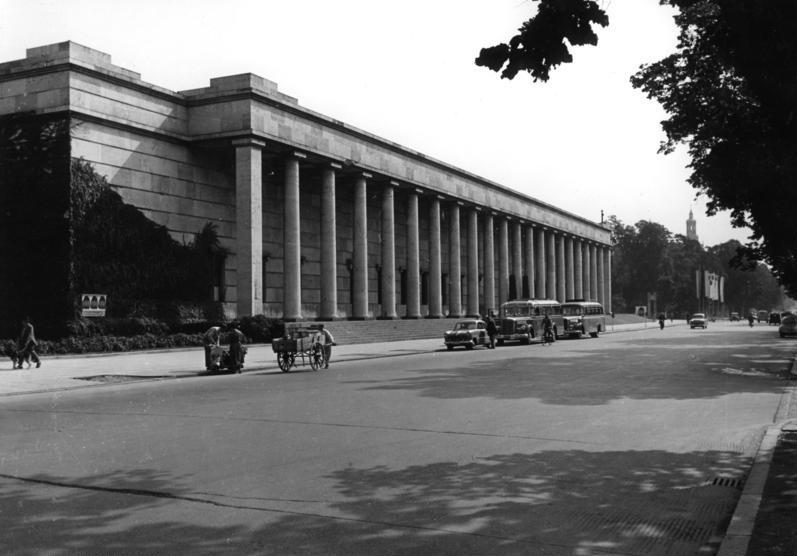
Haus der Kunst (1953)

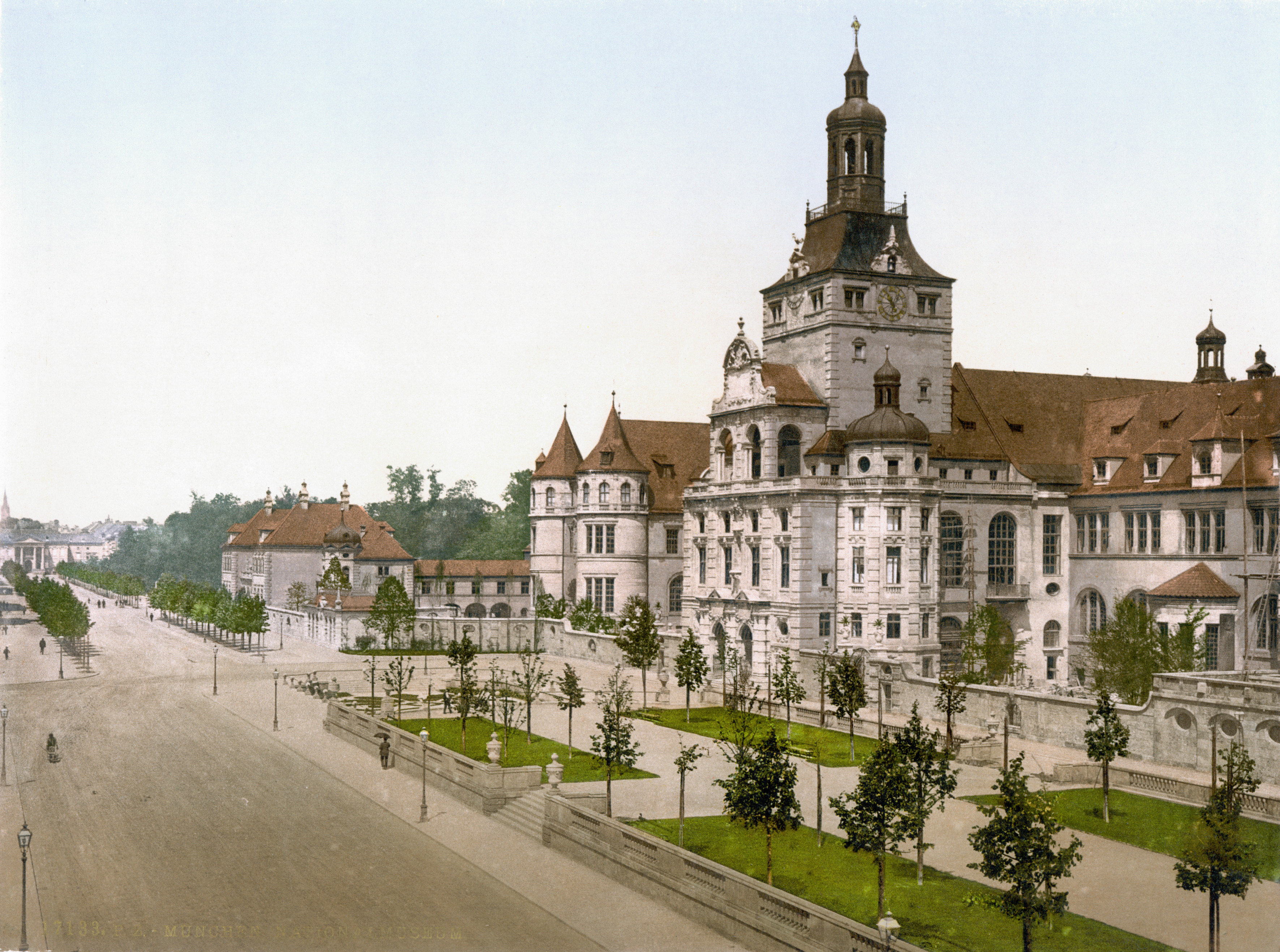
Bayerisches Nationalmuseum (ca. 1900)

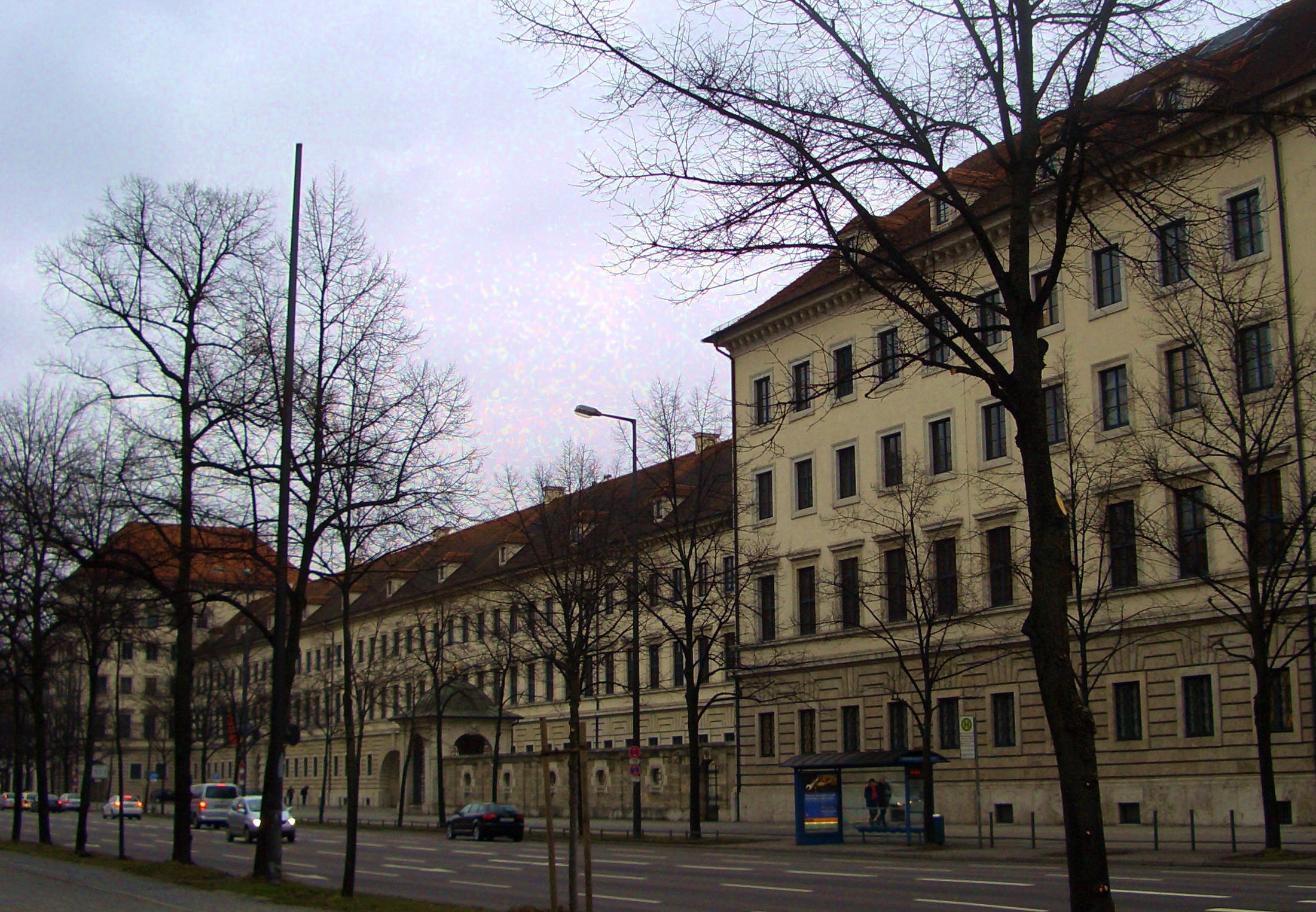
Wirtschaftsministerium (ursprünglich Luftgaukommando)

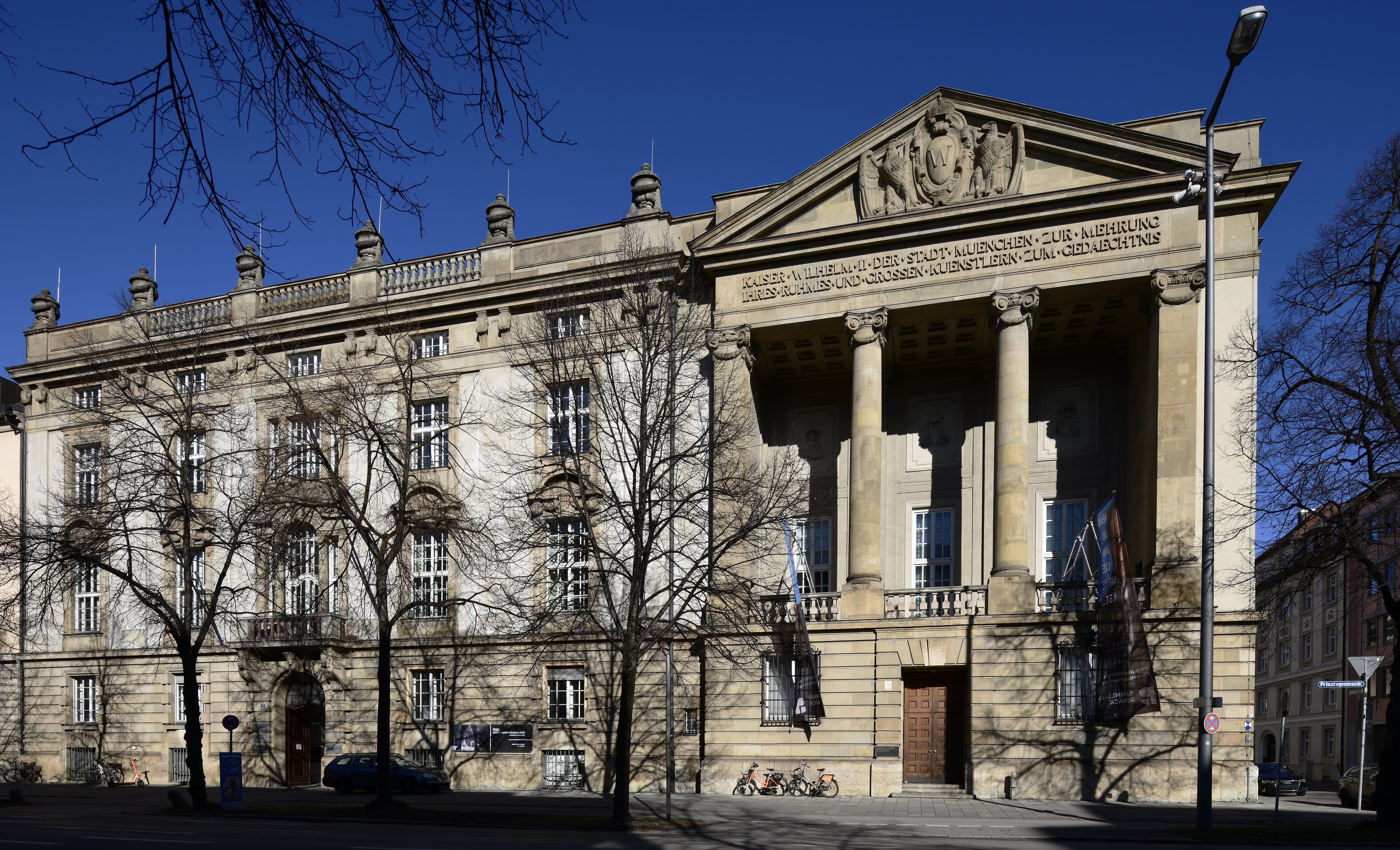
Sammlung Schack, ehemalige preußische Gesandtschaft

### Verlauf
Die Prinzregentenstraße liegt in West-Ost-Richtung und gliedert sich in drei Teile: Sie beginnt am Prinz-Carl-Palais, der Schnittstelle zwischen Hofgarten und Englischem Garten; der erste Teil reicht über die Luitpoldbrücke bis zum Friedensengel am östlichen Isar-Hochufer, den sie in einem rechten und linken Bogen umfährt; der zweite Teil reicht vom Friedensengel / Europaplatz bis zum Prinzregentenplatz, der dritte beginnt am Prinzregentenplatz, überquert den Mittleren Ring (Richard-Strauss-Straße) passiert den Vogelweideplatz mit dem Bogenhausener Tor und mündet in die Töginger Straße / A 94.

### Geschichte
Die Planungen für eine Prachtstraße zum östlichen Isar-Hochufer gehen bis in das Jahr 1852 zurück. Prinzregent Luitpold gab schließlich 1890 den Auftrag. 1891 war Baubeginn, 1901 wurde die letzte große städtebauliche Erweiterung vollendet. Viele Gebäude der Entstehungszeit sind von einem barockisierenden Jugendstil geprägt. Andere weisen Züge des Neoklassizismus auf.
Im Gegensatz zur Ludwigstraße, der großen Prachtstraße seines Vaters Ludwig I. und zur Maximilianstraße, der Prachtstraße seines Bruders Maximilians II., war die Prinzregentenstraße nicht als Verwaltungszentrum geplant mit eigens entwickeltem Stil; sie war als bürgerliche Nobelstraße projektiert. Dadurch spiegelt sie nicht nur bürgerliche Ideale wider, sondern war Ausdruck des guten Verhältnisses zwischen der Bürgerschaft, vor allem des Groß- und Bildungsbürgertums, und dem Hause Wittelsbach. Gleichzeitig demonstriert sie die Prosperität um 1900.
Davon ausgehend sind drei Entscheidungen auffallend, die den bürgerlichen Charakter der Straße bestimmten:
- Die Prinzregentenstraße beginnt nicht mit einem Symbol wie die Feldherrnhalle, sondern mit einem Park, der aus der Verbindung zwischen dem königlichen Hofgarten und dem eher bürgerlichen Englischen Garten bestand. Das Prinz-Carl-Palais markiert den Eingangsbereich dieses offenen Grüngürtels, das den nördlichen Teil der Prinzregentenstraße bestimmte.
- Großformatige Bauten wurden vermieden. Selbst das Bayerische Nationalmuseum wurde von Gabriel von Seidl so geplant, dass sich der Baukörper optisch in mehreren Einheiten untergliedert und ein Piazza-Effekt entsteht.
- Die Prinzregentenstraße endete ursprünglich am Prinzregentenplatz nicht mit der Fassade des Prinzregententheaters, sondern mit der eines Bürgerhauses.

Für Adolf Hitler, dessen Privatwohnung sich im zweiten Obergeschoss des Anwesens Prinzregentenplatz 16 befand, entsprach die Prinzregentenstraße überhaupt nicht seinen Vorstellungen einer Prachtstraße, die für ihn immer Ausdruck von Macht und politischer Bedeutung war. Insofern gab er den Anstoß zu einem Umbau der Prinzregentenstraße. Zuerst wurde 1933–1937 das Haus der Kunst am westlichen Anfang der Straße errichtet. Der Baukörper mit einer schier endlos wirkenden Säulenhalle, von Kunsthistorikern oft als viel zu breit gelagert beschrieben, riegelte den Englischen Garten ab und unterbrach so den fließenden Übergang dieses Gartens zum Hofgarten und zur Stadt. Des Weiteren wurden mehrere Bürgerhäuser abgebrochen, so z. B. gegenüber dem Bayerischen Nationalmuseum; dort entstand 1937 das Luftgaukommando, das seit den 1950er Jahren Sitz des Bayerischen Staatsministeriums für Wirtschaft, Infrastruktur, Verkehr und Technologie ist. Dadurch verlor die Prinzregentenstraße ihre Leichtigkeit und erhielt im ersten Abschnitt ihre Strenge, die sie bis heute prägt.
Im dritten Abschnitt, zwischen Wilhelm-Tell- und Brucknerstraße, stehen zwischen 1941 und 1943 errichtete Wohnblöcke, die als Versuchsbauten für die nicht realisierte Südstadt konzipiert waren. Die Reihe dieser viergeschossigen Blockbauten mit 3,25 m hohen Hauptgeschossen wird an beiden Enden von quadratischen Luftschutzbunkern flankiert, die sich in den Baublock einfügen. Die Südstadt hätte als NS-Modellstadt mit rund 14.500 Wohneinheiten vom geplanten Gaugebäude auf dem Gasteig stadtauswärts verlaufen sollen. Alle Wohnblöcke sollten von vornherein mit Hochbunkern ausgestattet sein, entweder wie bei den Versuchsbauten in der Prinzregentenstraße als seitlicher Abschluss der Blockbauten, oder in der Mitte der Gebäude mit direktem Zugang von den Wohnungen. Die Versuchsbauten sind nahezu unverändert erhalten, einer der beiden siebenstöckigen Bunker enthält als Kunstbunker Tumulka seit 1993 in seinen Räumen nationale und internationale Einzelstücke und Gruppenausstellungen.
Die Prinzregentenstraße erhielt vor allem im westlichen Teil unter den Voraussetzungen einer autogerechten Stadt einschneidende Umbauten. So wurde 1970–1972 das Prinz-Carl-Palais mit einem Autotunnel (dem Altstadtringtunnel) untertunnelt, der in Höhe Haus der Kunst wieder an die Oberfläche austritt. Gleichzeitig wurde die Prinzregentenstraße für den Durchbruch einer Ringstraße (des späteren Franz-Josef-Strauß-Rings) geteilt. Vernichtet ist das Cafe Prinzregent (Prinzregentenstr. 2 und 4), erbaut um 1910. An gleicher Stelle verläuft heute der Altstadtring. Die südliche Bebauung am westlichen Beginn der Prinzregentenstraße wurde bei Luftangriffen 1944 schwer getroffen und danach ganz abgeräumt. Die NS-Architektur blieb dagegen erhalten. Immer wieder werden Diskussionen um eine Wiederherstellung des Charakters der Prinzregentenstraße geführt: so zuletzt ab dem Jahr 2000, als es um die Zukunft des baufälligen Hauses der Kunst ging. Alexander Freiherr von Branca hat einen Kunstpavillon vorgeschlagen, der seiner Meinung nach sowohl den Englischen Garten wieder öffnet als auch die Erfordernisse des modernen Kunstbetriebs voll zufriedenstellt, Aktivitäten wurden jedoch bisher (Stand 2017) noch nicht ergriffen. Beim Neubau der Bayerischen Staatskanzlei, die bis 1993 ihren Sitz in der Prinzregentenstraße 7 hatte, wurde auf der Fläche des zerstörten Bayerischen Armeemuseums der Übergang zwischen Hofgarten und Englischem Garten neu gestaltet. Dadurch sollte die Abriegelung abgemildert werden.

### Bauwerke
Im westlichen Teil links der Isar liegen an der Nordseite der Straße nahe dem Prinz-Carl-Palais, das als westlicher Abschluss der Straße dient, das Haus der Kunst (ehemals Haus der Deutschen Kunst, Prinzregentenstraße 1, von Paul Ludwig Troost, 1933–1937), danach folgen weiter östlich das Bayerische Nationalmuseum (Prinzregentenstraße 3, von Gabriel von Seidl, 1894–1900) und die Schack-Galerie (Prinzregentenstraße 9, von Max Littmann, 1907–1909). Auf der platzartigen Fläche vor dem Nationalmuseum steht das Reiterstandbild Prinzregent Luitpolds (Adolf von Hildebrand, 1913) und gegenüber dem Museum liegt das 1937 von German Bestelmeyer errichtete Monumentalgebäude (ursprünglich Luftgaukommando VII), das heute das Bayerische Staatsministerium für Wirtschaft, Infrastruktur, Verkehr und Technologie beherbergt.
Auf der Isarterrasse nach der Luitpoldbrücke (ehemals Prinzregentenbrücke) mit allegorischen Figuren von Bayern, Franken, Schwaben und der Pfalz (Theodor Fischer, 1900/01) steht das Friedensdenkmal (genannt Friedensengel, 1869/99).
Rechts der Isar im östlichen Straßenabschnitt liegen die Villa Stuck, gefolgt vom Prinzregentenstadion, erbaut ca. 1933 (Eislauf, vormals unbedachte Eishockeyspielfläche) und dem Prinzregentenbad (Freibad hinter dem Prinzregentenstadion). Das Prinzregententheater (Max Littmann, 1900/01) befindet sich am Prinzregentenplatz. Dort wurde auch das Richard-Wagner-Denkmal errichtet (Heinrich Waderé, 1913). Weiter östlich folgt die Kirche St. Gabriel.
Im Bogenhausener Teil der Straße befinden sich einige Adelspalais, so liegt gleich am Europaplatz an der Maria-Theresia-Straße das Palais Hohenzollern von 1894. An der Prinzregentenstraße 61 liegt eine Villa, die Wilhelm Conrad Röntgen und danach Prinz Alfons von Bayern als Wohnort diente. Heute befinden sich in diesem Quartier viele Konsulate. Auch das Stammhaus der Käfer-Gruppe ist hier zu finden.
Alleenbepflanzung, Cafés, kleine Plätze bestimmten das Leben in der Prinzregentenstraße ebenso wie politische Entscheidungen des Prinzregenten. So trägt der Friedensengel als Nike des Paionios aus Olympia (um 421 v. Chr.) in seiner rechten Hand einen Palmzweig und in der Linken eine Statue der Pallas Athene: Der Sieg bringt nicht den militärischen Erfolg, sondern Frieden, Wohlstand und Wissenschaft. Damit setzte sich Luitpold bewusst von der Symbolik der Berliner Siegessäule ab, bei der die Nike den militärischen Sieg symbolisiert.

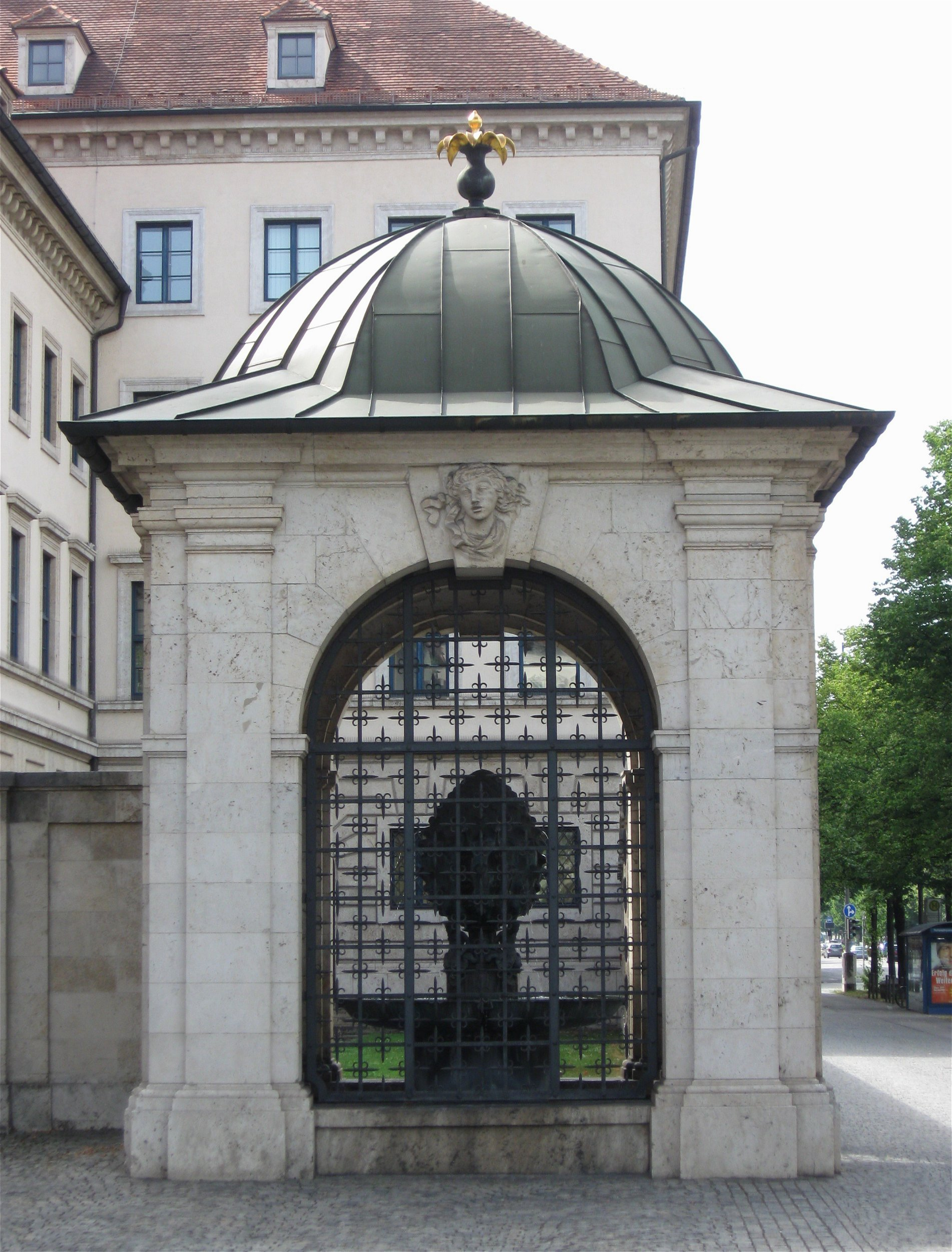
Pinienzapfenbrunnen am Wirtschaftsministerium
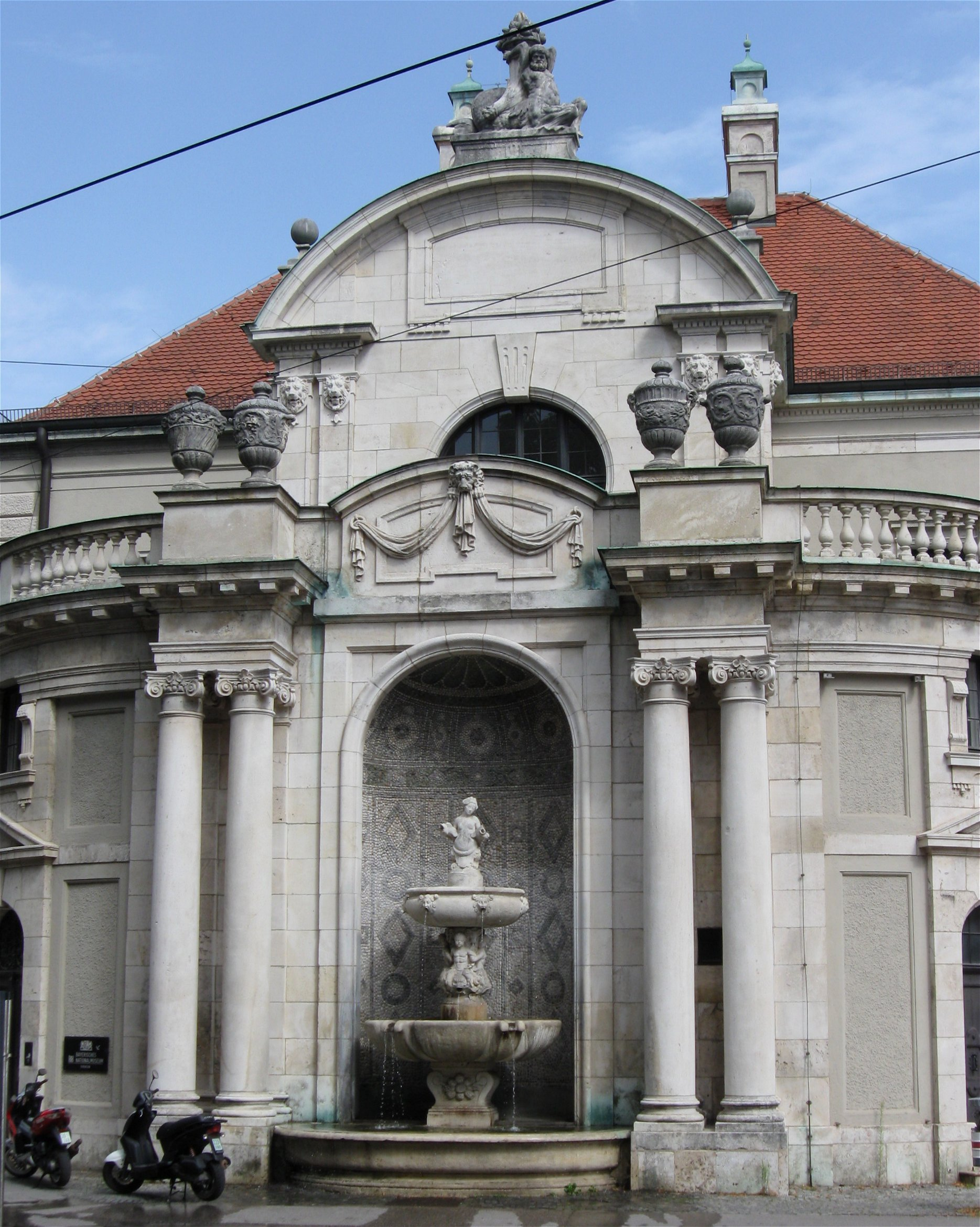
Nymphenbrunnen am Nationalmuseum
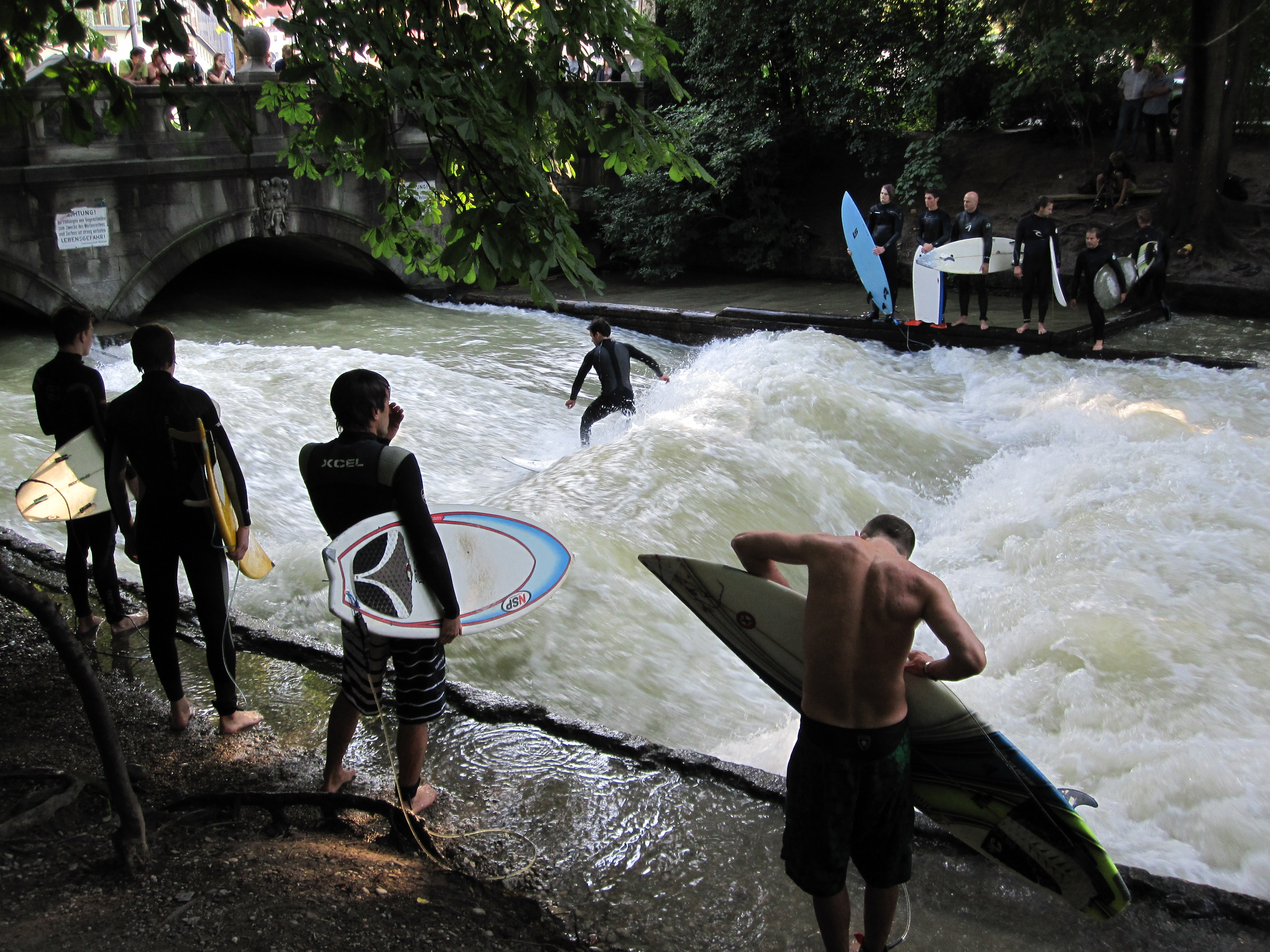
Eisbachsurfer am Englischen Garten
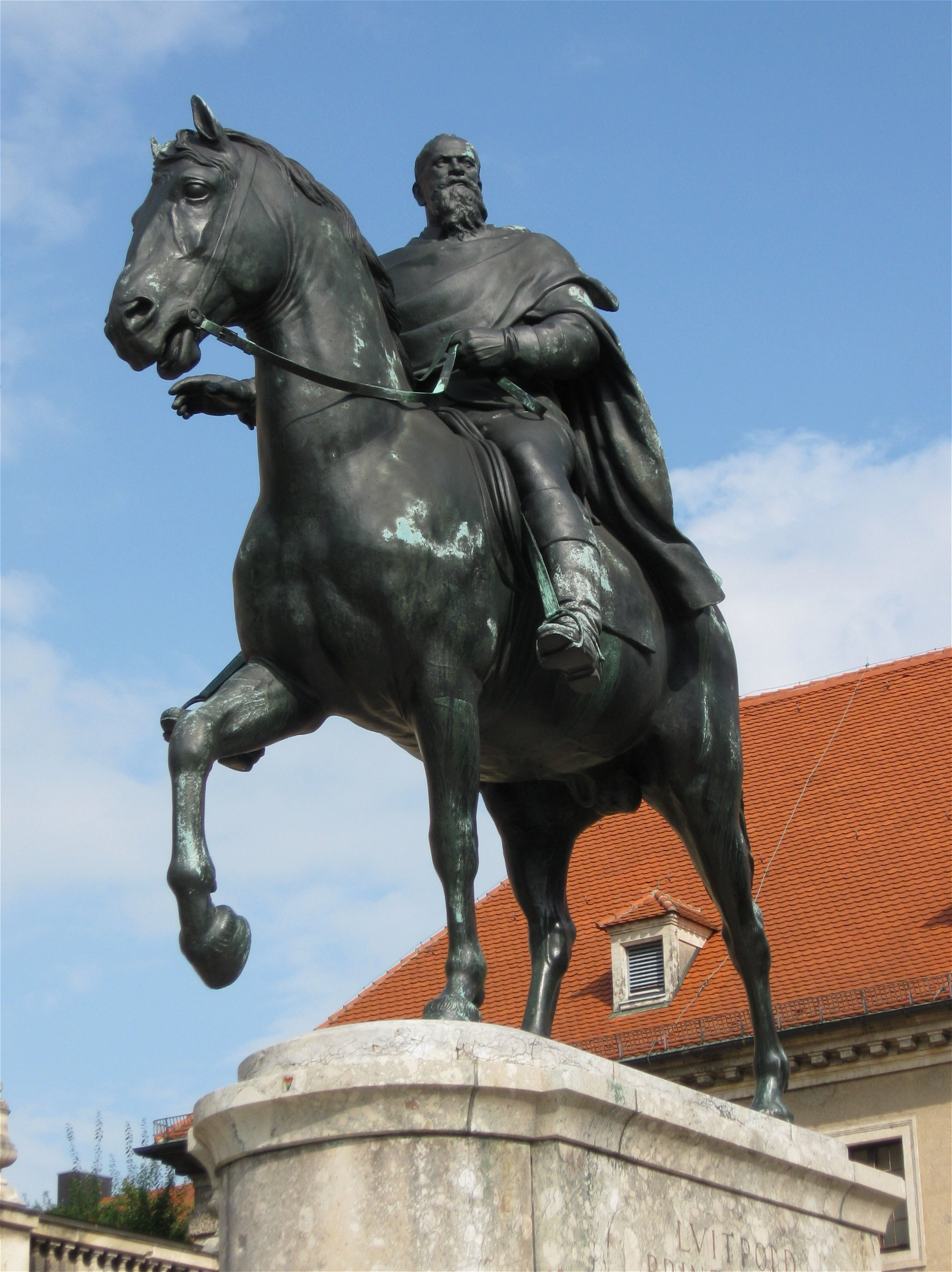
Reiterstandbild für Prinzregent Luitpold von Bayern
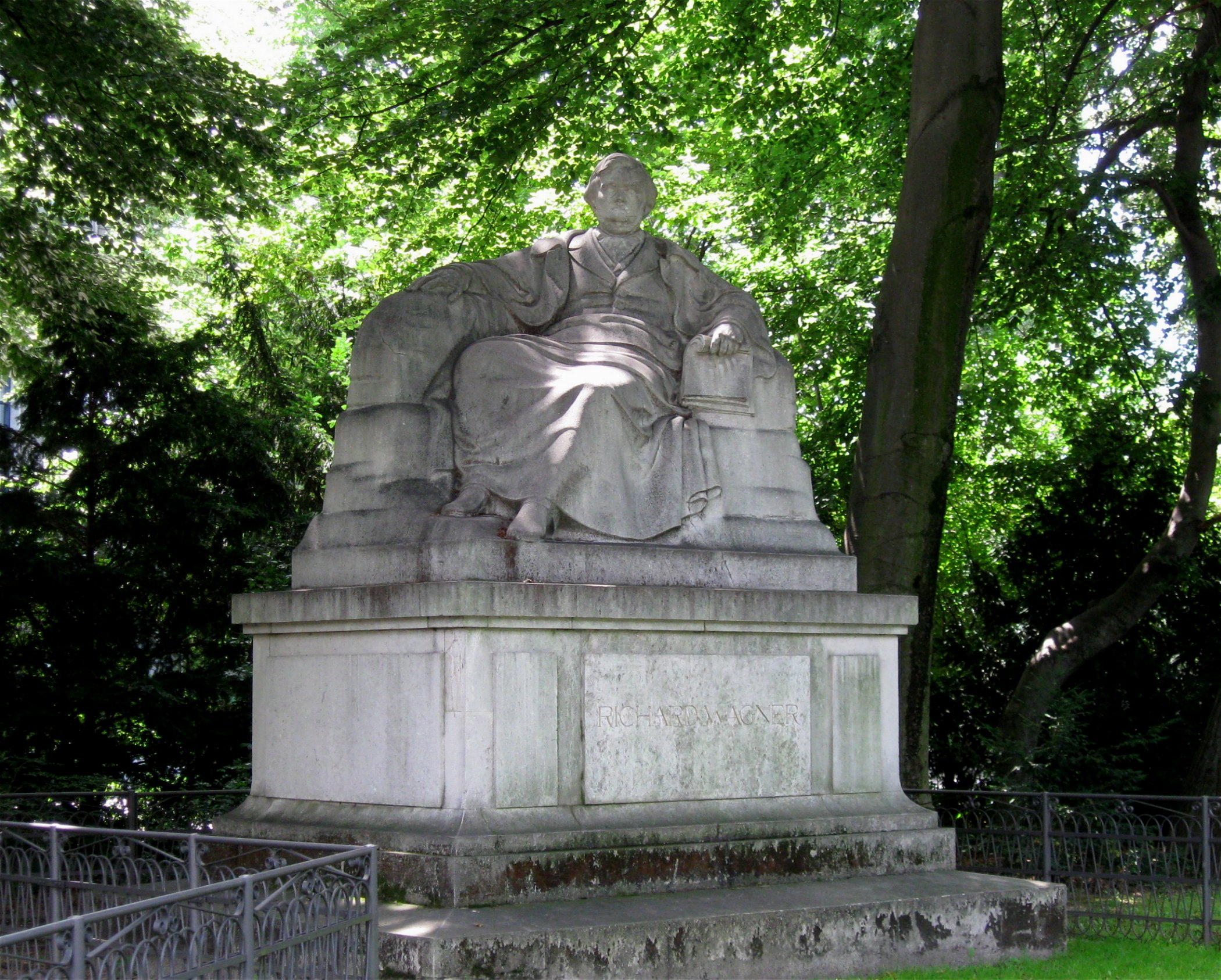
Denkmal für Richard Wagner

## Nutzung

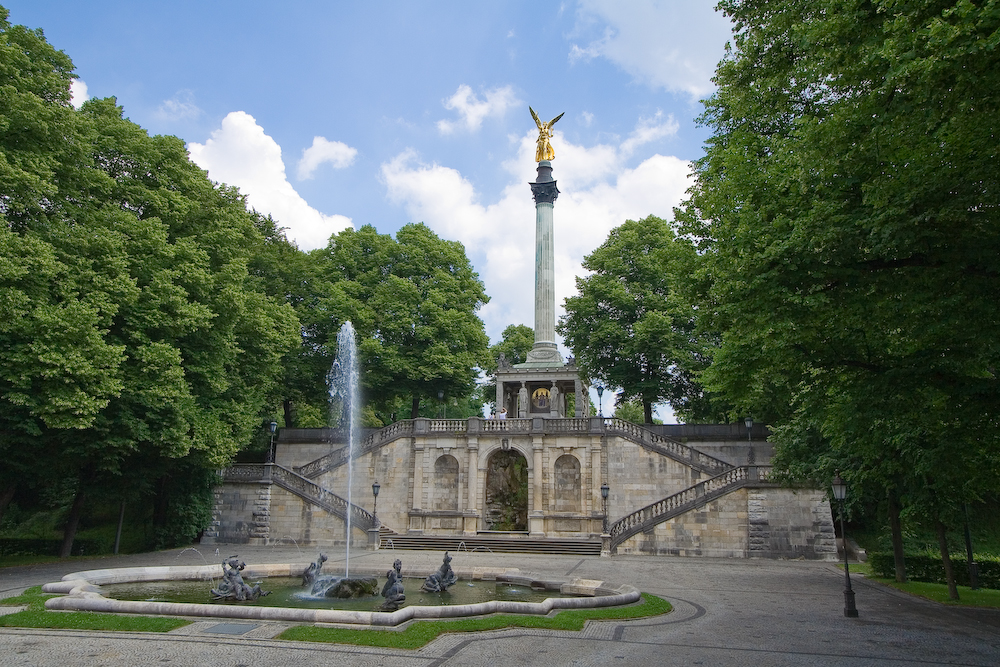
Friedensengel

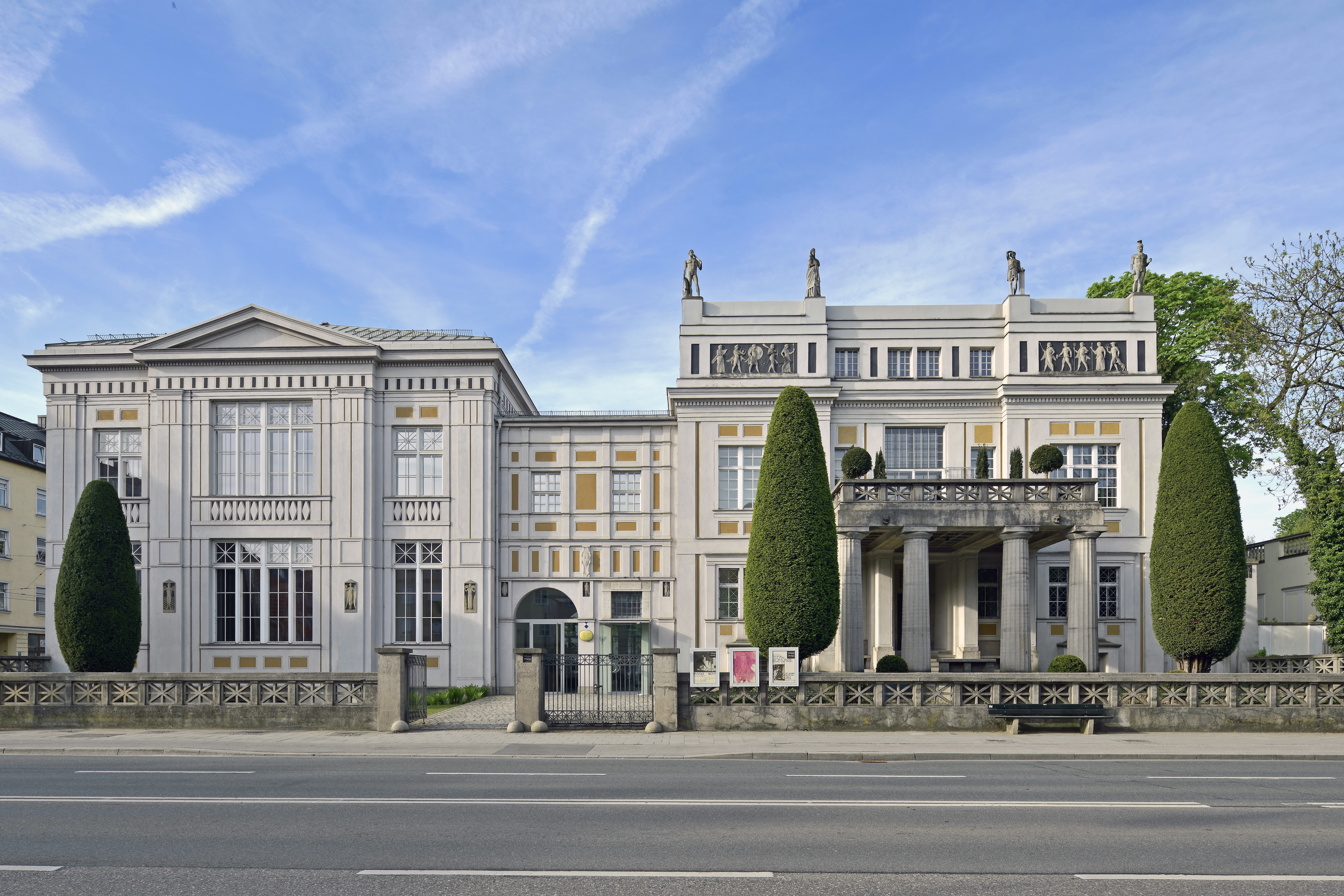
Villa Stuck

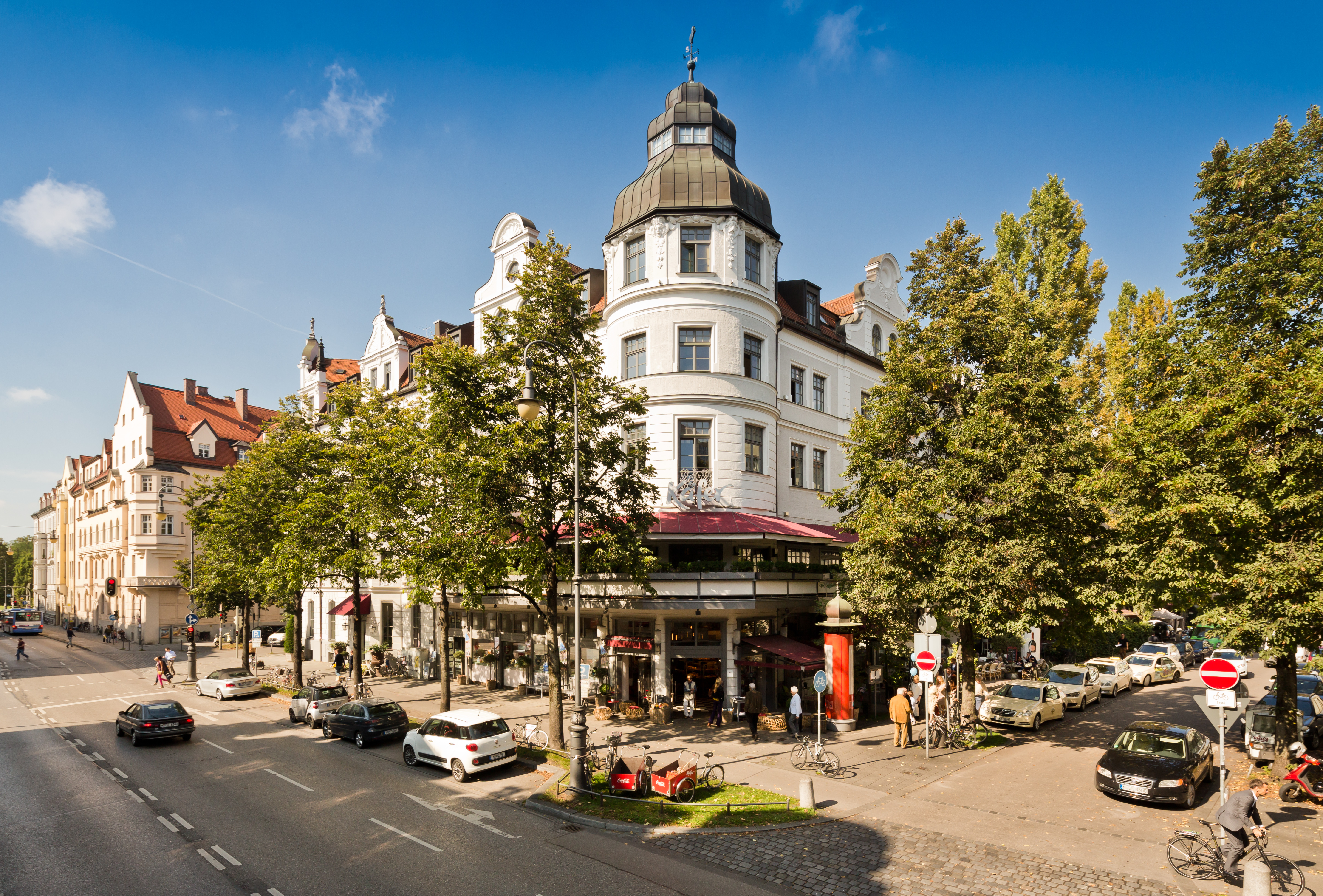
Feinkost Käfer

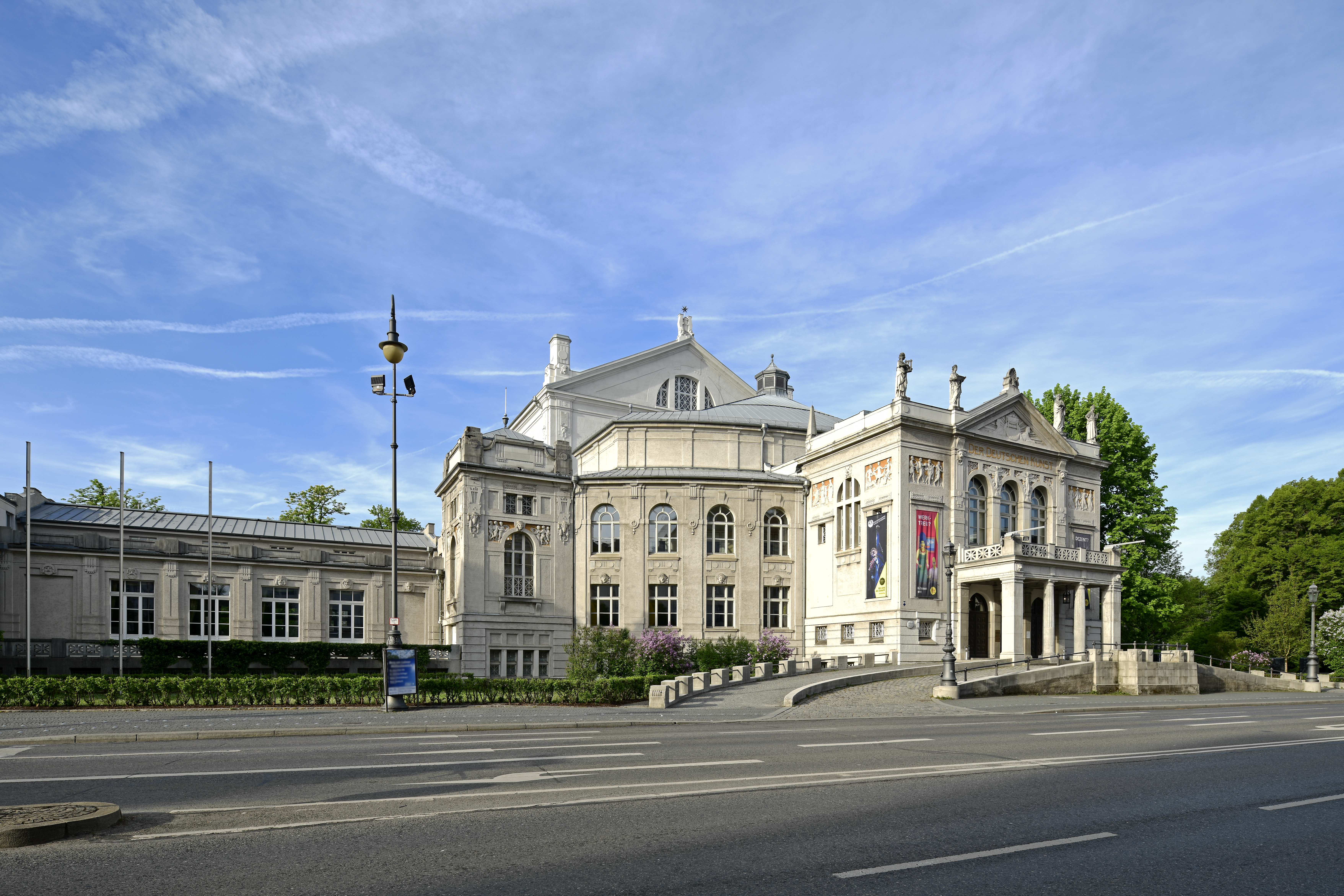
Prinzregententheater

### Verkehr
Die Prinzregentenstraße gehört zu den meistbefahrenen Ein- und Ausfallstraßen der bayerischen Landeshauptstadt. Sie verbindet die Stadtteile Maxvorstadt, Lehel, Bogenhausen und Steinhausen mit dem Mittleren Ring und der A 94 Richtung Passau.
Der öffentliche Personennahverkehr beschränkt sich vor allem auf MVG-Buslinien; zusätzlich queren die Trambahnlinien 16 (Haltestelle Nationalmuseum/Haus der Kunst) und 17 (Haltestelle Friedensengel/Villa Stuck) sowie die U4 (U-Bahnhof Prinzregentenplatz) die Prinzregentenstraße.
Bis zur Eröffnung des Flughafens München Franz Josef Strauß 1992 stellte die Prinzregentenstraße eine der Hauptverkehrswege zum Flughafen München-Riem dar.

### Ereignisse
Zwischen dem Haus der Kunst und dem Bayerischen Nationalmuseum befindet sich die bei Surfern wie Zuschauern beliebte Eisbachwelle. An dieser Stelle fließt der zuvor verrohrte Eisbach unterhalb einer Brüstung an der Prinzregentenstraße in den Englischen Garten.
Am 4. August 1971 fand zum ersten Mal in der Bundesrepublik ein Überfall mit Geiselnahme auf die Filiale der Deutschen Bank in der Prinzregentenstraße 70 statt. Bei der polizeilichen Befreiungsaktion starb eine von fünf Geiseln sowie einer der zwei Täter.
Der Platz östlich des Friedensengels an der Einmündung zum Bogenhausener Teil der Straße bekam seinen Namen Europaplatz am 5. Mai 1984 durch den Münchner Stadtrat. Anlass war der Jahrestag des am 5. Mai 1949 in London gegründeten Europarats.

### Einrichtungen
- Prinz-Carl-Palais, Sitz des Bayerischen Ministerpräsidenten
- Haus der Kunst, Ausstellungsgebäude für moderne Kunst
- Bayerisches Staatsministerium für Wohnen, Bau und Verkehr
- Bezirk Oberbayern
- Bayerisches Nationalmuseum
- Bayerisches Staatsministerium für Wirtschaft, Landesentwicklung und Energie
- Sammlung Schack, Museum für deutsche Malerei des 19. Jahrhunderts
- Villa Stuck, Museum und ehemaliges Wohnhaus des Künstlers Franz von Stuck
- Stammhaus von Feinkost Käfer
- Prinzregententheater

## Belege
1. ↑  Winfried Nerdinger (Hrsg.): Bauen im Nationalsozialismus: Bayern 1933–1945. München 1993/
2. ↑  Karl Schmidt-Polex: Chicago und Oktoberfest in Die Zeit vom 13. August 1971; abgerufen am 22. Nov. 2014.

Koordinaten: 48° 8′ 26″ N, 11° 36′ 0″ O